# 森本ジュンジ
もりもと じゅんじ（1969年6月24日 - ）は、日本の劇作家。兵庫県出身。日本劇作家協会所属。

## 来歴
- 兵庫県宝塚市生まれ。その後、大阪、東京へ移る。
- 劇団文学座付属演劇研究所へ入所。以後、3年間を過ごす。
- 卒業後、処女作『紅』を発表し、上演。第22回部落解放文学賞の戯曲部門受賞[2]。
- 現代演劇協会劇団昴に入団し、退団。その後、『御伽童子』を発表し、上演。第13回テアトロ新人戯曲賞を受賞[3]。
- 著書に『森本ジュンジ戯曲コレクション』がある[4]。
- 2025年作詞活動を本格的に始動し、1月「ササユリの花」が日本音楽アカデミー会報誌にて編集長特別賞を受賞。[5]

## 人物
- 最初に入居した早稲田の下宿先は、後に自身が脚色を行う原作者夏目漱石の生誕地のすぐそばだったため、数奇な縁があると、後々、語っている。
- 処女作『紅』の上演の際、出演者は和太鼓の演奏グループを加え10数名であったが、初日の公演の観客はそれを下回り、逆に観客に気を使わせてしまい困ったと語っている。ただし、数年後の『御伽童子』公演の際は同じ劇場で行い、今度は当日券を求める観客が多く作者自身が連日、劇場前で頭を下げたというエピソードがある。
- 2015年以降ほぼすべての作品を電子書籍中心で発表し、2017年作品「宗達」より翻訳された戯曲も海外版として発表している[6]。
- 日本劇作家協会デジタルアーカイブ第1期発表のみ、表記名を「森本洵司」としている[5][7]。

## 受賞歴
- 1995年　第22回　部落解放文学賞　戯曲部門　『紅』
- 2002年　第13回　テアトロ新人戯曲賞　受賞　『御伽童子』

## 作品
- MOTHER GOZ
- 御用絵師
- 宗達
- MY LIFE OF PIAF  ピアフ　～私の人生～
- 新くもの糸（原作　芥川龍之介）
- 薔薇のリース
- ワノオト
- それから（原作　夏目漱石）
- 天の牧場（原作　スタインベック　未発表）
- 御伽童子
- 紅

（海外版）
- SOTATSU
- TOHAKU
- THE ROSE WREATH
- The Fairy Kid